# Giambattista Bodoni
Giambattista (Giovanni Battista) Bodoni (16. února 1740, Saluzzo, Piemont – 30. listopadu 1813, Parma) byl italský typograf. Spolu s Angličanem Johnem Baskervillem a Francouzem Firminem Didotem tvoří trojici nejvýznamnějších typografů 18. století.

## Život
Vyučil se knihtiskařem v dílně svého otce, Francesca Agostina Bodoniho. V osmnácti letech odešel do Říma. Zde byl díky svému strýci doporučen do služeb knihtiskárny Propaganda, kde se zabýval osm let orientálními abecedami. Z této doby je jeho první pokus o vyrytí vlastního písma, který ale nebyl úspěšný. V roce 1766 se na radu svých přátel vypravil do Londýna. Během cesty ale onemocněl a zůstal v Turíně. V té době hledal Leon Guillame du Tillot, ministr vévody Ferdinanda I. Parmského, vhodného vedoucího dvorní tiskárny. Bodoni dostal povolení Sardinského krále a nabídku přijal a roku 1768 odešel do Parmy. Nejprve používal písma Pierre Simona Fourniera. Chtěl ale mít vlastní písma. Proto povolal svého bratra Josefa a v roce 1771 vydali sazbu Fregi e Majuscole inscise e fuse da G. Bodoni (Okrasná a velká písmena vyrytá a zhotovená za řízení G. Bodoniho). Ke křtu prvorozeného Parmského prince v roce 1774 vydal sazbu dvaceti abeced pod názvem Inserisioni esottici a carateri novelomenti incisi e fusi. Jednalo se o abecedy: hebrejskou, řeckou, řeckou ve velkých literách, rabínskou, syrskou, chaldejskou, palmírskou, tureckou, hebrejskou s puntíky, koptskou, egyptskou, egyptskou ve velkých literách, samaritánskou, arabskou, fénickou, perskou, německou, arménskou, etruskou a punskou. V následujícím roce přidal ještě další abecedy: etiopskou, židovsko-teutonskou, gotickou, ruskou, tibetskou, ilyrskou, brahmanskou, hlaholici a abecedu gruzínskou. V roce 1788 vydal soubor písem Manuale tipografico, který obsahuje 150 druhů písem. V roce 1790 se pokusil získat Bodoniho pro svou tiskárnu španělský vyslanec u papežského dvora, José Nicolás de Azara. Parmský vévoda na to reagoval zlepšením Bodoniho podmínek v Parmě (věnoval mu nový lis a dal mu větší svobodu). Bodoni tedy zůstal v Parmě. Tiskl knihy v italštině, francouzštině, němčině a angličtině. V roce 1791 se oženil s Pavlou Margaretou Dall’Aglio, která byla jeho spolupracovnicí a vedla dílnu i po jeho smrti. V roce 1806 vydal Bodoni knihu Bardo dela Selva Nera (Pěvec černého lesa), kterou věnoval Napoleonovi.
Ještě za života mu bylo uděleno mnoho poct. Španělský král Karel III. ho jmenoval královským španělským knihtiskařem. To byl zpočátku pouze titul bez důchodu. Ten mu k titulu přidal následník Karla III. – Karel IV. Obdržel pocty a důchody od papeže, města Parmy, Napoleona.
Rovněž se již v jeho době objevují sběratelé jeho prací, např. Francouz Antoine Augustin Renouard, který údajně vlastnil kompletní Bodoniho dílo.

## Dílo
V první části svého díla zdokonaloval cizí typy písma (především písma Fournierova). Později, když získal potřebnou technickou dokonalost, pracoval na písmech vlastních. Vedle velkého množství typů písma v různých abecedách je obdivována i jeho typografie, kdy využíval různých stupňů stejného typu písma, aby vyjádřil různý význam textu a přitom docílil harmonický a krásný celek.

## Spisy
- Fregi e Majuscole inscise e fuse da G. Bodoni 1771
- Inserisioni esottici a carateri novelomenti incisi e fusi 1774
- Dionysius Longinus de Sublimitate
- Catulli, Tibulli, Propertii Opera
- Manuale Tipografico 1788
- Bardo dela Selva Nera 1806
- Fénelon 1812
- Racine 1813

Ukázky písem a typografie
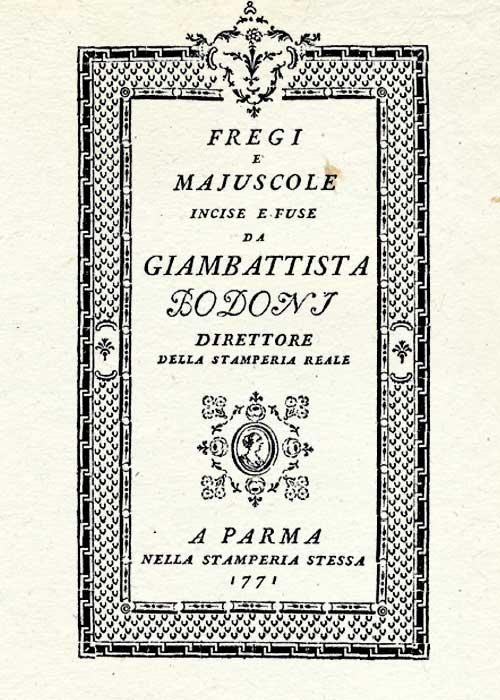
Titulní list Fregi e Majuscole inscise e fuse da G. Bodoni 1771
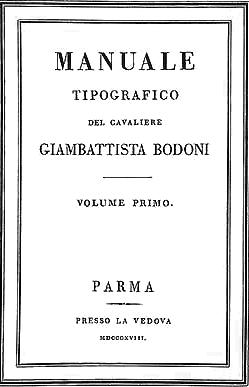
Titulní list 1. dílu posmrtného vydání Manuale Tipografico 1818
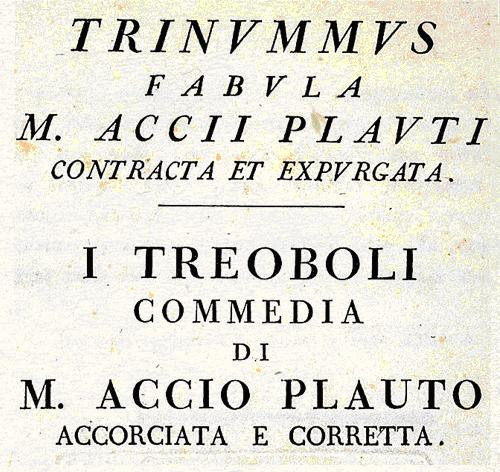
Ukázka typů písma a úpravy textu
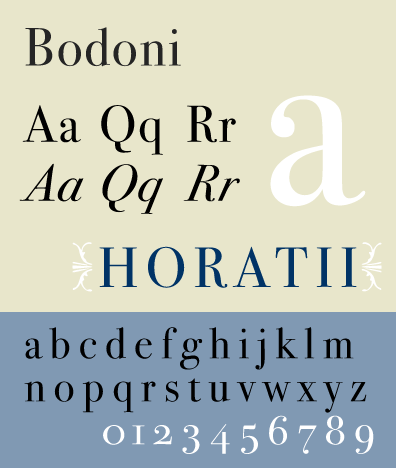
Ukázka dnešního písma ITC Bodoni